# Бакалія
Бакалі́я (з тур. bakkaliye «бакалія», тур. bakkal «торговець овочами»; там з арабської, врешті пов'язане з араб. baql «сушені плоди і овочі») — крамниця або відділи, що торгують хлібопродуктами, сіллю, цукром, чаєм, прянощами тощо; а також самі ці продукти. Спочатку так називалися лише сухі їстівні продукти — сухофрукти, копченості та ін. Пізніше назва поширилася на схожі товари — чай, цукор, каву, борошно, крупу, перець, прянощі тощо, а також на бакалійну крамницю і магазин, що торгують цими товарами; власник крамниці або магазину — бакалійник.
З точки зору організації продовольчої роздрібної торгівлі, бакалійні товари, що відрізняються тривалими термінами збереження та невибагливістю у зберіганні, протиставляються гастрономічним, як правило, готовим до вживання, дорожчими і такими, що вимагають спеціальних умов зберігання.